# Chrysolina capricornus
Chrysolina capricornus é uma espécie de artrópode pertencente à família Chrysomelidae.